# Onegai Twins
Onegai Twins (яп. おねがい☆ツインズ, укр. Будь ласка, близнюки) — японська сьонен-манґа, намальована манґакою під псевдонімом Акікан, про таємничого хлопчика, який ніколи не знав нічого про своїх батьків.

## Сюжет
Майку Камішіро виріс у притулку і ніколи не знав своєї родини. Однак у нього є старе дитяче фото, де він стоїть поряд із якоюсь дівчинкою — ймовірно, сестрою. Він намагається знайти її, але натомість знаходить аж двох дівчат, обидві з яких мають таку саму фотографію. То хто ж із них насправді є його сестрою?